# Sandy Mosse
Sandy Mosse, de son vrai nom Sanford Mosse, né le 29 mai 1929 à Détroit dans le Michigan et mort le 1er juillet 1983 à Amsterdam aux Pays-Bas, est un saxophoniste ténor de jazz.

## Biographie
Sandy Mosse apprend la musique avec le saxophone alto et la clarinette, avant de passer au saxophone ténor. En 1951, il est en Europe et enregistre pour Henri Renaud et Django Reinhardt. En 1953, il rejoint l'orchestre de Woody Herman, alors en tournée sur le vieux continent. En 1955, il retourne aux États-Unis et s'installe à Chicago. Il enregistre pour Argo Records sous son propre nom et avec Cy Touff.
Dans les années 1970, son épouse néerlandaise, le convainc de partir dans son pays d'origine. Il réside jusqu'à sa mort à Amsterdam, où il joue avec les musiciens de la scène locale de jazz. Il fait des séjours à Chicago, pour jouer, par exemple, en compagnie de Zoot Sims et Al Cohn.

## Discographie partielle

### Comme leader
- 1958 : Relaxin' With Sandy Mosse, Argo Records LP 639

### Comme sideman
- 1959 : Cy Touff Quintet : Touff Assignment, Argo Records LP 641

## Sources
- Eugene Chadbourne, Courte biographie sur le site Allmusic.com